# Qırmızı Qəsəbə

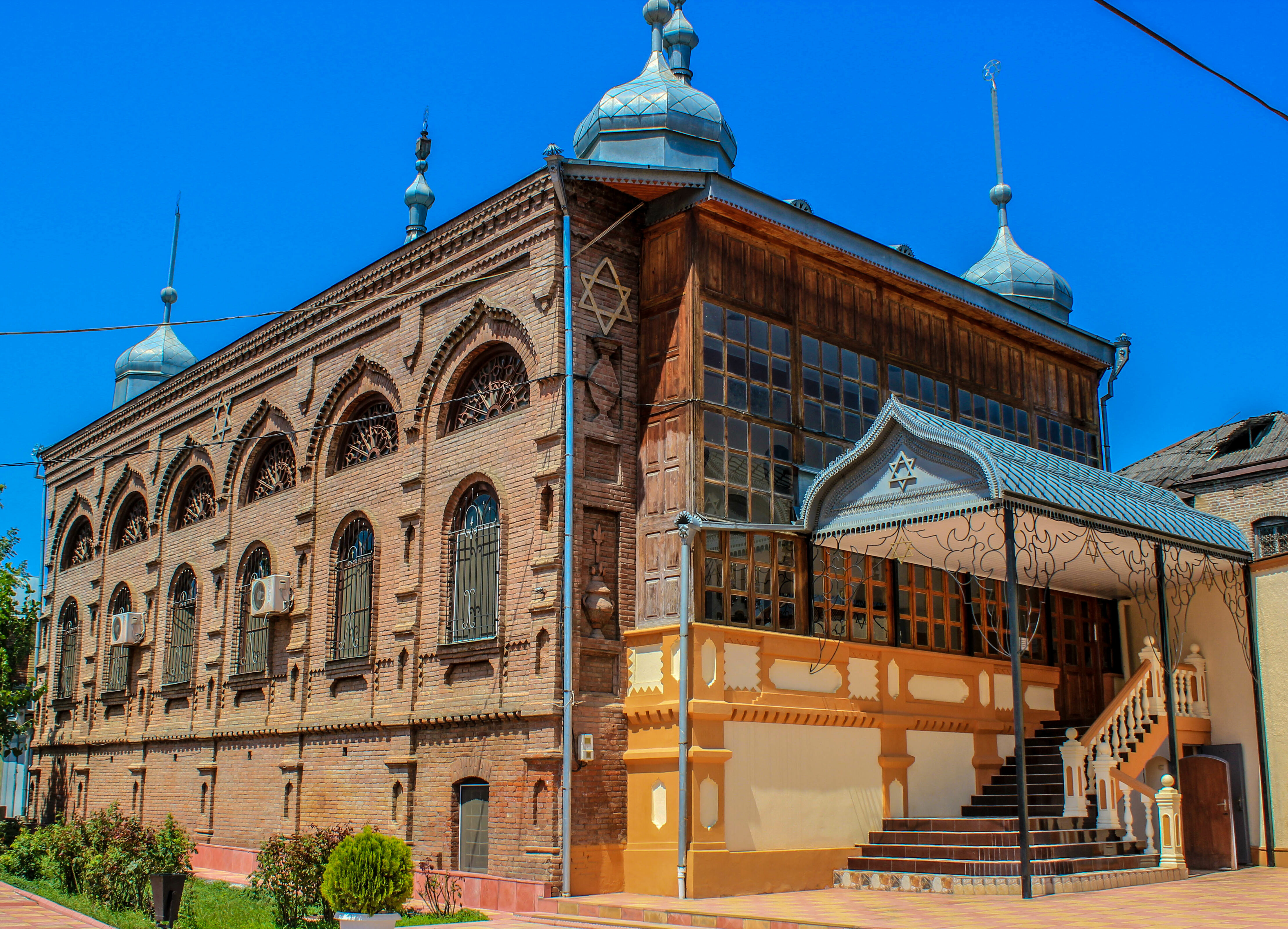
Synagogue aux six dômes de Krasnaya Sloboda

Qırmızı Qəsəbə (en français : « ville rouge »), ou Krasnaya Sloboda (en russe : Красная Слобода) ou Fatali Khan depuis 1999, est un village et une municipalité du district de Quba en Azerbaïdjan. Elle compte 3 598 habitants et est considérée comme la seule ville entièrement juive au monde en dehors d'Israël et des États-Unis

## Histoire
L'Azerbaïdjan est situé à l'intersection de l'Est et de l'Ouest, avec plus de 40 minorités et groupes ethniques vivant dans le pays, y compris des Talyshs, des Avars, des Lezguins, des Russes, des Ukrainiens, des Géorgiens, des Polonais et d'autres.
Le village est situé de l'autre côté de la rivière Qudiyalçay de la plus grande ville de Quba. C'est la principale colonie de la population azerbaïdjanaise des hauts plateaux, ou Juifs des montagnes. 
La colonie massive dans la ville rouge a commencé en 1731. Après la mort de Huseynali Khan en 1758, son fils Fatali Khan était le dirigeant du khanat de Quba. Fatali Khan, appréciant hautement la loyauté, la sagesse et le dynamisme des Juifs de la montagne, leur a donné une excellente occasion de s'engager dans l'agriculture, le jardinage, le commerce et l'artisanat. Les conditions de vie favorables créées pour les Juifs à Quba ont provoqué la réinstallation des Juifs d'autres villages, tels que Qusar, Ucgun, Chudukh, Griz, et même de Bakou, d'Iran, de Turquie et d'autres endroits vers Quba.
Au XVIIIe siècle, la colonie s'appelait « Jérusalem du Caucase » (Qafqazın Yerusəlimi). 
La zone se compose de 7 quartiers : Kulgat (la plus ancienne : les Juifs de Kulgat auraient déménagé dans la région sous la pression de Kulgat Khan), Gusar (ses habitants venaient de Qusar), Garchog (habitants venant de Derbent), Gilaki (habitants venant de Gilan), Agajani (habitants venant de Sakgiz en Iran), Chapkeni (habitants venus de la province d'Akhtynsky au Daghestan) et Mizrahi- ces lieux indiquant peu ou prou la région d'origine ou la lignée des Juifs des montagnes qui ont émigré dans cette région. Les Juifs qui ont emménagé ici avaient auparavant vécu dans des colonies disparates. Venus d'Iran, les Juifs de Gilan (Gilaki) se sont établis dans la colonie dans les années 1780 et leur quartier est situé au centre de la colonie rouge. Les gens venant de Bakou et de Quba vivaient dans la colonie de Mizrahi (en hébreu : «Est»). 
La migration de différents endroits a influencé la diversité de l'emploi. Par exemple, les Juifs qui quittaient les régions montagneuses étaient engagés dans divers domaines agricoles et les personnes qui avaient immigré d'Iran se livraient au commerce.
Au milieu des années 1980, les Juifs des montagnes de Krasnaya Sloboda comptaient plus de 18 000 personnes. En 2016, il reste un peu plus de 3 000 habitants. Beaucoup de ceux qui sont partis (à Moscou, New York ou Israël) conservent un lien fort avec la ville, en investissant dans des projets qui améliorent le mode de vie simple de leur ville natale. 
Qırmızı Qəsəbə est considéré comme le dernier shtetl survivant au monde.
Le lieu est parfois appelé la « ville rouge » ou le « village rouge », probablement à cause du carrelage rouge utilisé sur de nombreux toits. D'autres sources attribuent le nom au statut de protection que la ville a reçu pendant la période soviétique, lorsqu'elle a été épargnée de la persécution pendant la Seconde Guerre mondiale. 
Au début des années 1990, à la demande des habitants de la colonie rouge, le Milli Majlis a décidé de renommer la colonie « Fatali Khan ». Cependant, comme la décision n'a pas été approuvée, l'ancien nom de la colonie a été conservé. Pourtant, le 5 octobre 1999, le village est rebaptisé « Fatali Khan » .

## Pratique religieuse
Les résidents juifs continuent leur culte dans les synagogues restantes. Seules huit des treize synagogues ont été conservées dans la colonie.
Deux synagogues existent à Qırmızı Qəsəbə : la synagogue Altı günbəz (grande) qui a été construite en 1888 et rénovée en 2000, et la synagogue Giləki (Hilaki) qui a été construite en 1896 et rénovée récemment. Tous les visiteurs doivent ôter leurs chaussures avant d'entrer - bien que ce ne soit pas une tradition juive - car dans le Caucase du Sud, certains rituels musulmans ont été empruntés par les Juifs - et les Juifs des montagnes et les musulmans chiites sont considérés comme Azerbaïdjanais de la même manière, dit-on.

## Langues
Les habitants parlent trois langues : le judéo-tat ou juhuri (un dialecte arabisé du farsi) parlé par les Juifs des montagnes dans la vie quotidienne, le russe et l'azéri. 
L'une des deux écoles enseigne en azéri ou en russe. En 2006 , l'école secondaire n ° 1 de la colonie a été nommée d'après le journaliste Isaak Abramovich Khanukov qui vivait dans la colonie. 

## Galerie

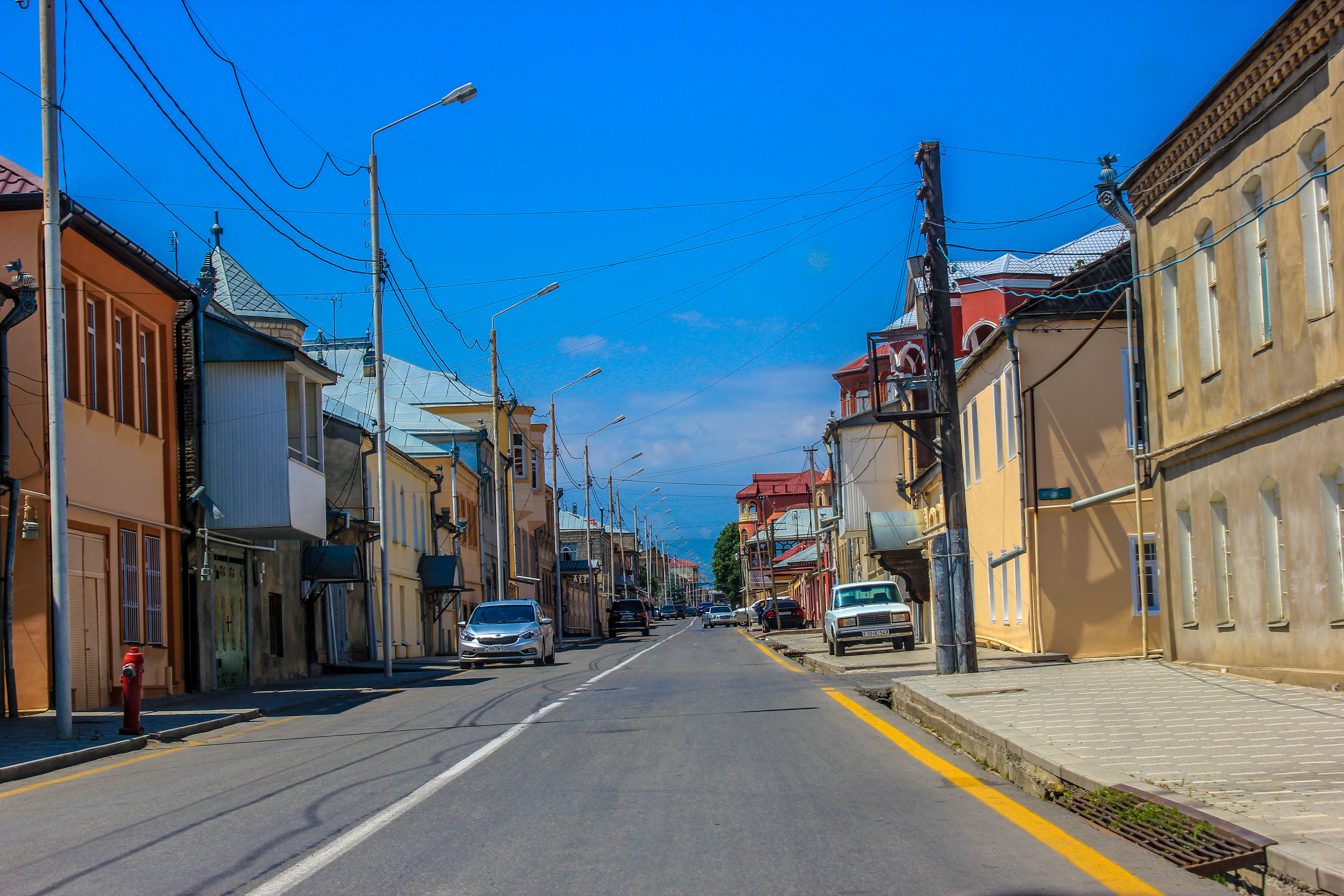
Rue de la ville
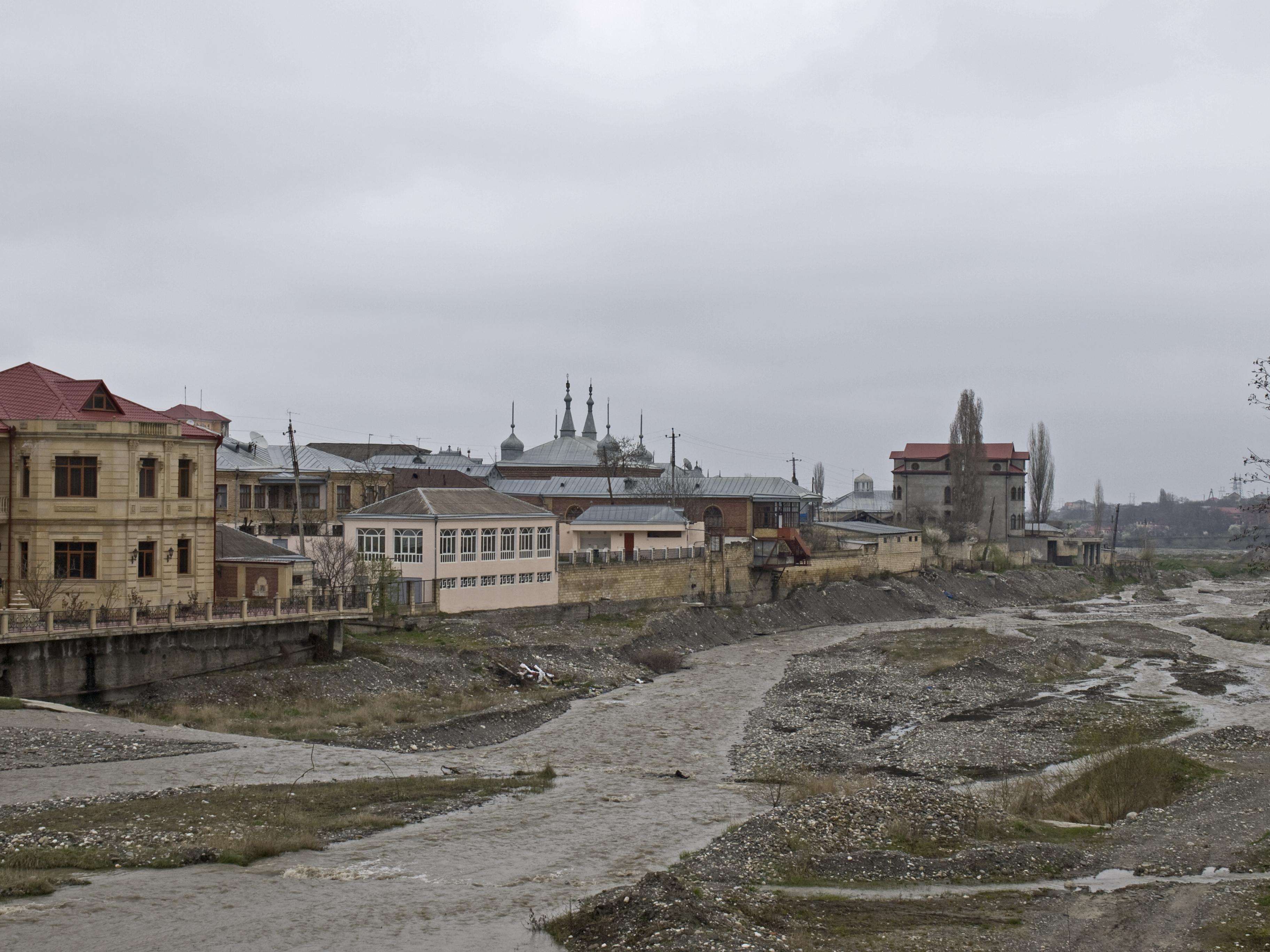
Vue à partir du pont
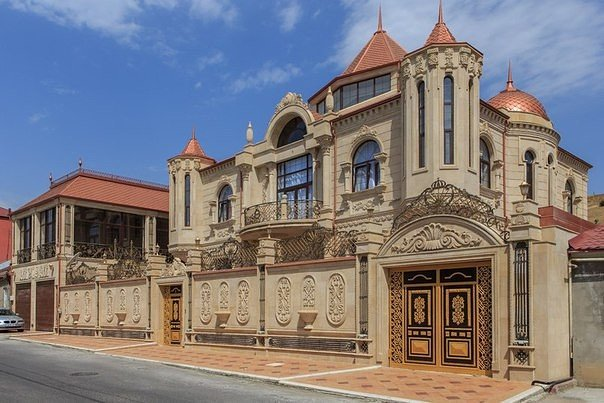
Synagogue aux toits rouges
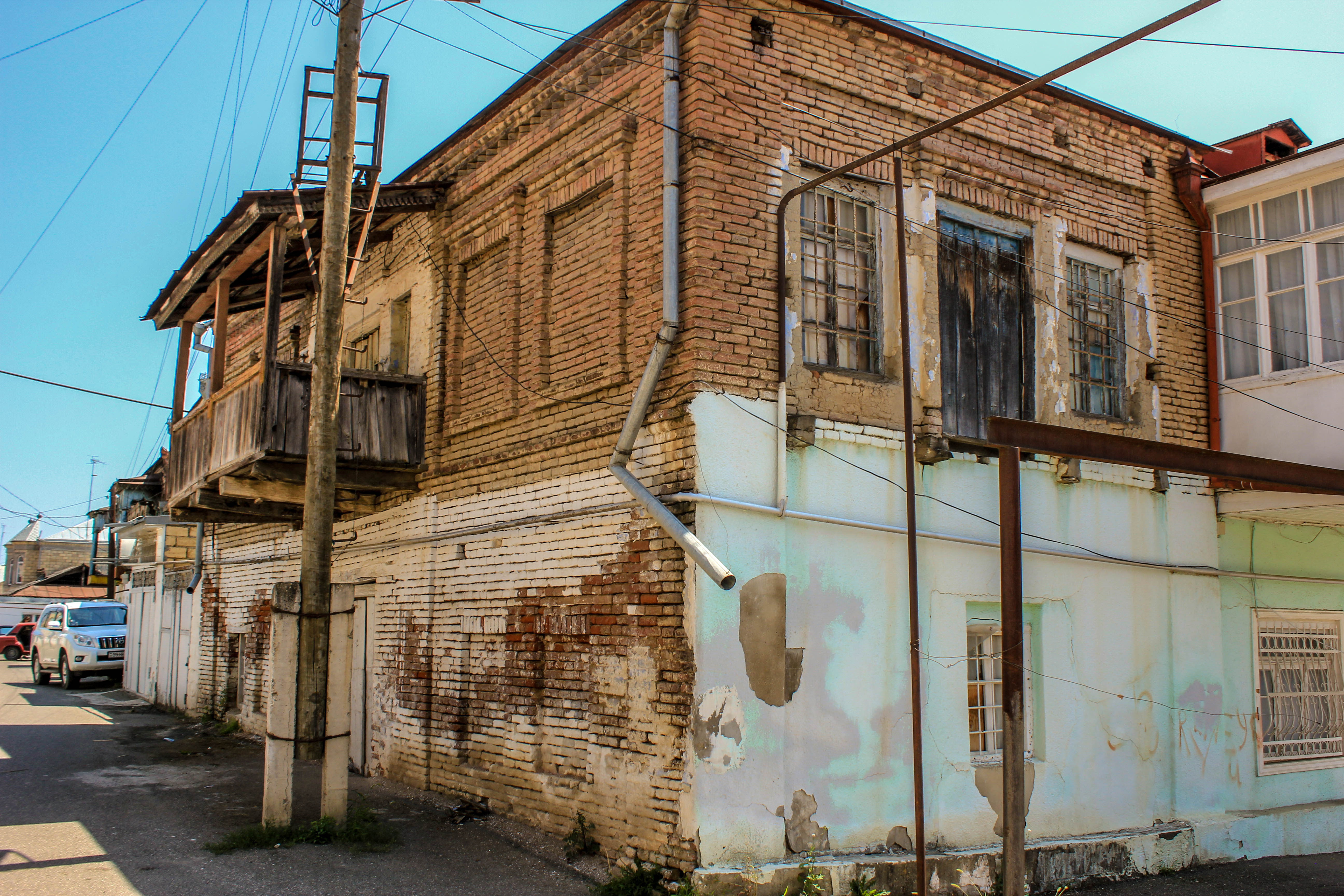
Ancienne maison
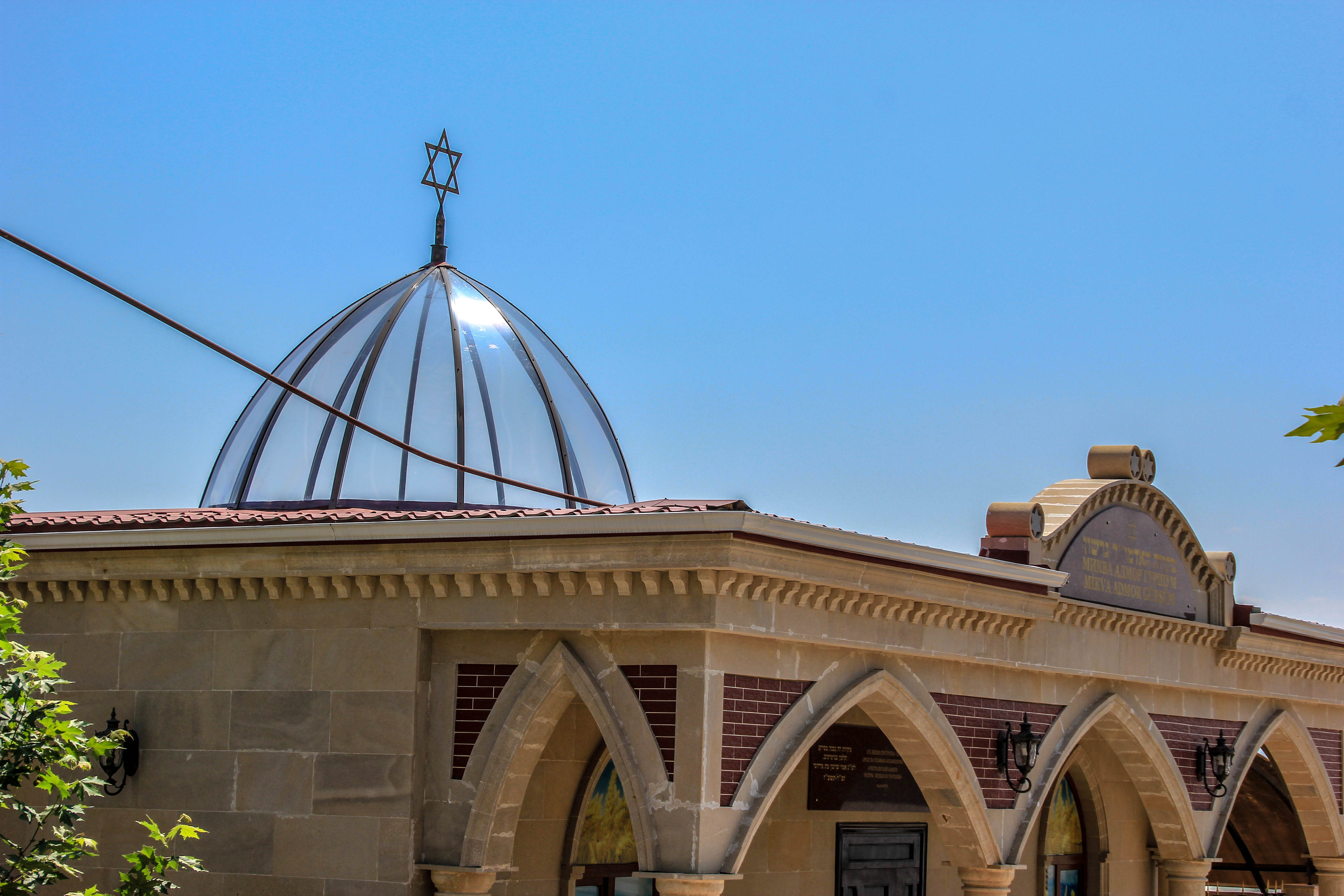
Toit du Mikveh
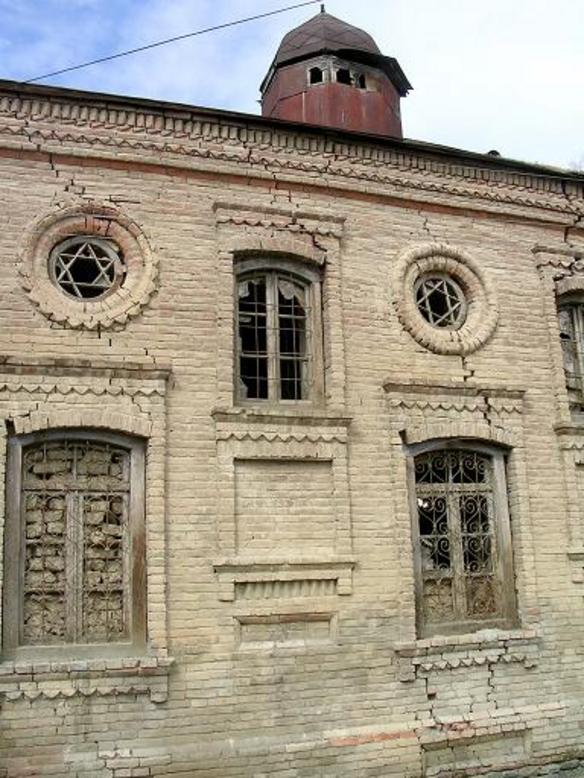
Ancienne synagogue
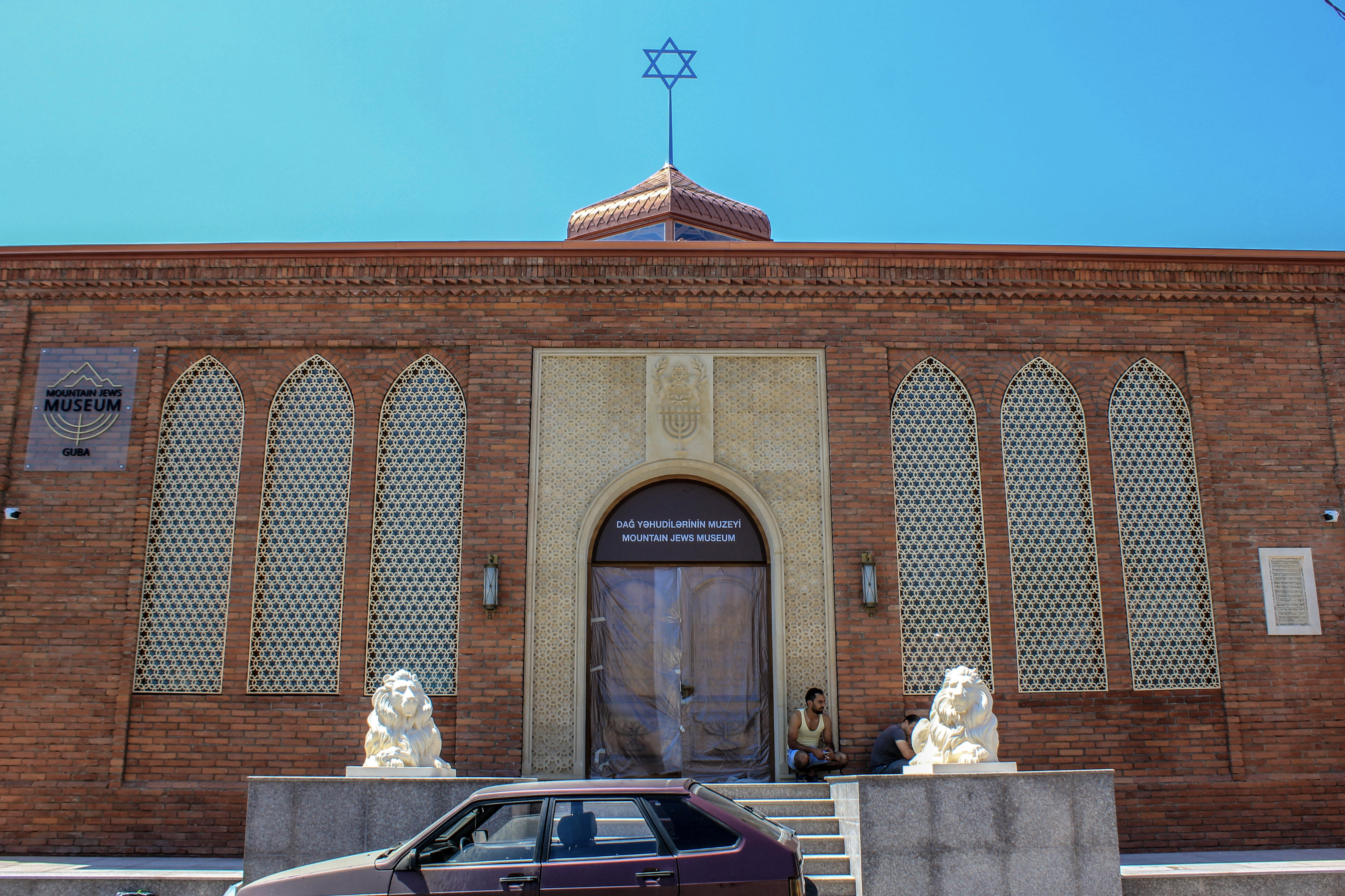
Musée des Juifs des montagnes
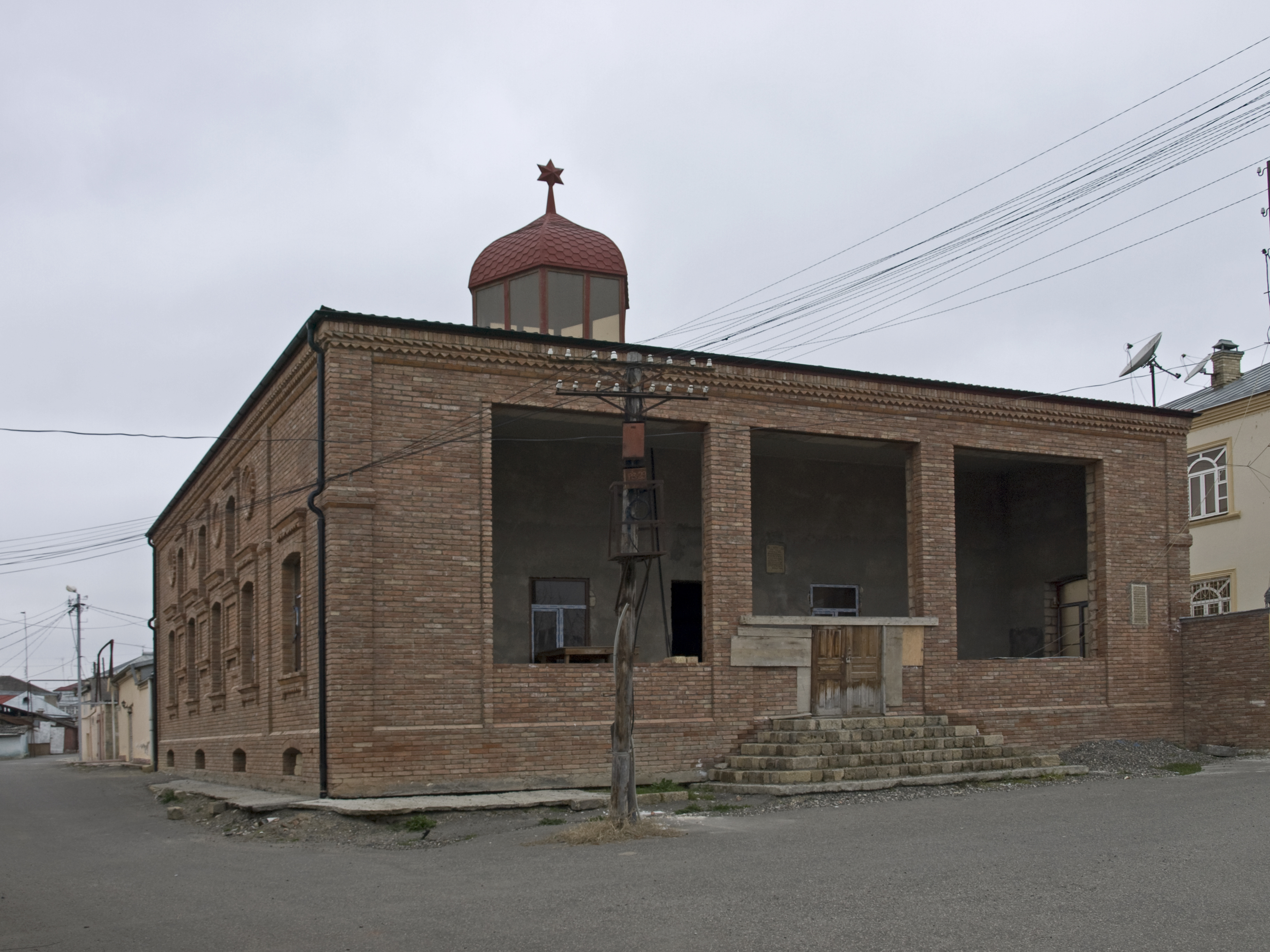
Ancienne synagogue
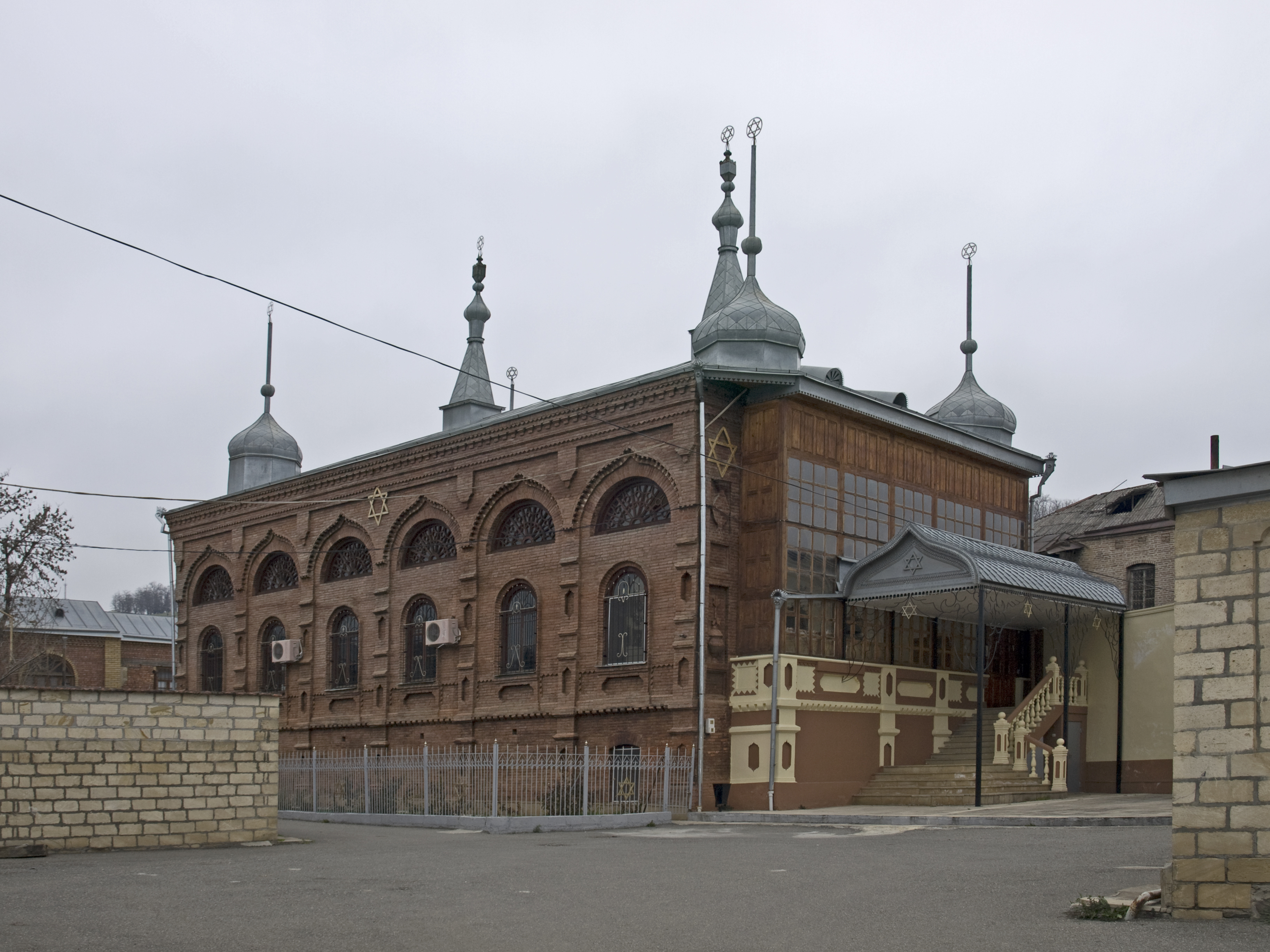
Grande synagogue aux six dômes

## Personnes notables
- Yevda Abramov (1948–2019), politicien, membre du Parlement d'Azerbaïdjan
- Yakov Agarunov (1907–1992), poète et dramaturge
- Zarakh Iliev (né en 1966), promoteur immobilier milliardaire, né à Krasnaya Sloboda
- Yagutil Michiev (né en 1927), journaliste
- God Nisanov (né en 1972), promoteur immobilier milliardaire, vice-président du Congrès juif mondial[11]
- German Zakharyayev (né en 1971), homme d'affaires, vice-président du Congrès juif russe[12]